# Zheng Junli

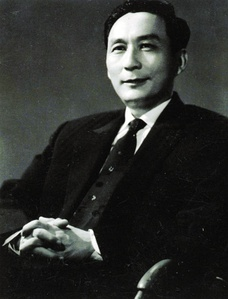
Zheng Junli in den 1950er Jahren

Zheng Junli (chinesisch 鄭君里 / 郑君里, Pinyin Zhèng Jūnlǐ; * 6. Dezember 1911 in Shanghai; † 23. April 1969) war ein chinesischer Schauspieler und Filmregisseur.
Zheng Junli wurde in eine kantonesische Familie in Shanghai geboren. Er begann nach seiner Ausbildung an der Nanguo Art School als Theaterschauspieler. Ab 1932 war er bei der Filmgesellschaft Lianhua als Schauspieler angestellt. Er spielte in Sun Yus Wild Rose (1932) Loving Blood of the Volcano (1932) und The Big Road (1934) sowie neben Ruan Lingyu in Cai Chushengs New Women (1934).
Nach dem Japanisch-Chinesischen Krieg war er hauptsächlich als Regisseur tätig. Seine erfolgreichsten Filme waren der 1947 in Ko-Regie mit Cai Chusheng entstandene Die Wasser des Frühlingsstromes fließen nach Osten (Yi jiang chun shui xiang dong liu) mit Bai Yang in der Hauptrolle und der anti-Kuomintang-Film Crows and Sparrows. Nach der kommunistischen Machtübernahme 1949 blieb Zheng in Festlandchina und drehte bis in die 1950er Jahre, darunter Filmbiografien über Nie Er und Lin Zexu. Die Hauptrolle in beiden Filmen spielte Zhao Dan.